# فرانشيسكو عطورة
فرانسيسكو أرماندو علام إيتورا (مواليد 1 أغسطس 1979) هو لاعب كرة قدم محترف سابق، لعب على المستوى المحلي والدولي كمدافع.

## الحياة المبكرة والأصول
وُلد فرانسيسكو عطورة في مدينة لا كاليرا التشيلية لأسرة من أصول فلسطينية، وهو ما أهّله لاحقًا لتمثيل المنتخب الوطني الفلسطيني على المستوى الدولي. نشأ في بيئة رياضية، حيث بدأ ممارسة كرة القدم في سن مبكرة ضمن الفئات السنية لنادي سانتياغو واندررز، النادي الذي لعب لاحقًا في صفوفه كلاعب محترف. وتعد الجالية الفلسطينية في تشيلي من أكبر الجاليات الفلسطينية خارج العالم العربي، ولها حضور ملحوظ في المجال الرياضي.

## المسيرة
قضى أتورا كامل مسيرته الاحترافية في تشيلي، حيث لعب مع سانتياغو واندررز ويونيون لا كاليرا ويونيون سان فيليبي.
ولد في تشيلي ومثل المنتخب الفلسطيني الأول بين عامي 2002 و2006، حيث خاض 24 مباراة دولية وسجل 3 أهداف. كما شارك في خمس مباريات ضمن تصفيات كأس العالم التابعة للفيفا.

## بعد الاعتزال
بعد اعتزاله اللعب الاحترافي، حافظ عطورة على ارتباطه بعالم كرة القدم من خلال المشاركة في مبادرات اجتماعية تعنى بالرياضة وتطوير قدرات الشباب في المجتمعات المهمشة. كما شارك في عدة فعاليات للجالية الفلسطينية في تشيلي، وكان له حضور في أنشطة دعم القضية الفلسطينية من خلال الرياضة، مما أكسبه احترامًا في الأوساط الرياضية والثقافية الفلسطينية في المهجر.

## روابط خارجية
- فرانشيسكو عطورة  على سكروي
- فرانسيسكو أتورا في موقع MemoriaWanderers